# MATLAB
MATLAB(de la Matrix Laboratory) este un mediu de dezvoltare pentru calcul numeric și analiză statistică ce conține limbajul de programare cu același nume, creat de MathWorks. MATLAB permite manipularea matricilor, vizualizarea funcțiilor, implementarea algoritmilor, crearea de interfețe și poate interacționa cu alte aplicații. Chiar dacă e specializat în calcul numeric, există pachete  care îi permit să interacționeze cu motoarele de calcul simbolic gen Maple. Un pachet adițional, Simulink, oferă posibilitatea de a realiza simulări ale sistemelor dinamice și îmbarcate utilizând modele matematice. MATLAB e utilizat pe larg in industrie, în universități și e disponibil cross-platform, sub diverse sisteme de operare: Windows, GNU/Linux, UNIX și Mac OS.

## Istorie
Abrevierea MATLAB a fost creată la sfârșitul anilor ' 70 de către Cleve Moler, președintele departamentului de informatică al Universității din New Mexico. Inițial creat pentru a permite accesul studenților săi la librăriile LINPACK și EISPACK, fără necesitatea de a studia limbajul FORTRAN, în curând s-a răspândit în alte universități, dobândind un public larg în domeniul matematicii aplicate.  Jack Little, de formație inginer, a intrat în contact cu MATLAB în 1983, în timpul unei vizite a lui Moler la Universitatea Stanford. Recunoscând imediat potențialul său comercial, a început o colaborare cu Cleve Moler și Steve Bangert rescriindu-l în limbajul C. În anul 1984 au fondat MathWorks, continuând dezvoltarea aplicației.